# Peter Kowatsch
Peter Kowatsch (* 1965 in Wels) ist ein österreichischer freischaffender Künstler, Kulturmanager und Intendant.

## Leben
Nach dem Besuch der Handelsakademie in Wels, welche Kowatsch mit der Matura abschloss, absolvierte er in Wien eine Ausbildung in klassischer Pantomime.
Im Jahre 1986 war er an der Gründung des Theaters „Die Menschen“ beteiligt, in dem er bis 1990 Ensemblemitglied war. 1991 gründete er gemeinsam mit einem Partner das Pantomime-Performance-Duo „Plus Minus Pantomime in Perfektion“ und hatte Auftritte im Theater an der Wien, Raimundtheater, Ronacher, in der Wiener Stadthalle, im Museumsquartier Wien, Wiener Metropol, Theater Akzent, Landestheater Linz oder im Festspielhaus Bregenz.
Engagements führten ihn mit seinem Partner unter anderem nach Amsterdam, Berlin, Dubai, Kopenhagen, Lissabon, London, Los Angeles, Madrid, Mailand, Montreal, Moskau, New York, Paris, Shanghai, Stockholm, Toronto, Venedig oder Zürich.
Im Jahre 2006 gründete Kowatsch den „Kulturverein WAKS“ und war bis 2020 Veranstalter und Intendant des jährlich stattfindenden „Welser Arkadenhof Kultur Sommers“.
Im Jahre 2020 wurde Peter Kowatsch Direktor des Theater Kornspeicher in Wels.

## Politische Funktionen
- 2010: Mitglied des Fachbeirates im OÖ Landeskulturbeirat
- 2011: Stellvertretender Vorsitzender im Kulturbeirat der Stadt Wels
- 2013: Vorsitzender des Fachbeirates im OÖ Landeskulturbeirat

## Preise und Auszeichnungen
- 2008: „Lederer-Award“ Sparte Kunst / Wels
- 2009: „Praktiker-Award“ – besondere Verdienste für ein florierendes Wels
- 2010: Kulturmedaille der Stadt Wels in Gold[7]
- 2015: Kulturmedaille des Landes Oberösterreich[8]
- 2020: Kulturehrenzeichen des Landes Oberösterreich[9]